# Diocesi di Oreo
La diocesi di Oreo (in latino Dioecesis Oriensis) è una sede soppressa e sede titolare della Chiesa cattolica.

## Storia
Oreo, identificabile con Oreoi a nord dell'isola di Eubea, è un'antica sede vescovile della Grecia. Inizialmente suffraganea dell'arcidiocesi di Corinto, nel IX secolo entrò a far parte della metropolia di Atene. È menzionata nelle Notitiae Episcopatuum a partire da quella redatta dall'imperatore bizantino Leone VI (886-912).
Incerta è la ricostruzione della cronotassi per questa diocesi nel primo millennio. Michel Le Quien attribuisce a Oreo due vescovi, Teofilo e Fileto, che avrebbero preso parte rispettivamente al concilio di Calcedonia del 451 e a quello di Nicea del 787. Secondo uno studio di Silvia Acerbi (2001), al concilio di Calcedonia avrebbe partecipato il vescovo Marco di Euria, sede che potrebbe essere quella di Oreo, ma anche quella di Eurea di Epiro. Inoltre lo stesso Le Quien fa notare come, se nella versione latina degli atti calcedonesi appare il termine Theophilus Orei civitatis, nella versione greca Teofilo è menzionato come vescovo di Ariasso. Per il secondo concilio di Nicea, le liste episcopali pubblicate da Jean Darrouzès (1975) parlano del vescovo Filippo e non Fileto. Un sigillo datato alla seconda metà del X secolo, ha restituito il nome del vescovo Costantino.
Dal 1927 Oreo è annoverata tra le sedi vescovili titolari della Chiesa cattolica; la sede è vacante dal 28 aprile 1966.

## Cronotassi

### Vescovi greci
- Teofilo ? † (menzionato nel 451)
- Filippo (Fileto ?) † (menzionato nel 787)
- Costantino † (seconda metà del X secolo)

### Vescovi titolari
- Stefano † (4 aprile 1513 - ?)
- Giovanni † (? deceduto)
- Pedro de Córdoba, O.P. † (13 settembre 1521 - 1523 deceduto)
- Cristoforo Monis, O. Carm. † (16 marzo 1524 - ?)
- Robert King, O.Cist. † (7 gennaio 1527 - ?)
- Paolo Antonio Nerini, B. † (16 novembre 1753 - 1756 deceduto)
- Joannes Baptista Jesich † (15 dicembre 1788 - 13 settembre 1789 succeduto vescovo di Segna)
- John Chisholm † (8 novembre 1791 - 8 luglio 1814 deceduto)
- William Clancy † (30 ottobre 1834 - 19 giugno 1847 deceduto)
- Sylvester Joseph Espelage, O.F.M. † (30 giugno 1930 - 25 ottobre 1940 deceduto)
- Germán Vega Campón, O.S.A. † (19 aprile 1941 - 13 maggio 1961 deceduto)
- Ildefonso María Sansierra Robla, O.F.M. Cap. † (5 marzo 1962 - 28 aprile 1966 nominato arcivescovo di San Juan de Cuyo)